# Löwenadler
Löwenadler är ett efternamn, som bärs av en svensk släkt som 1781 erhöll tysk-romersk adelsvärdighet. Ätten är inte introducerad på svenska Riddarhuset.
Släkten Löwenadler är en gren av en småländsk släkt med namnet Kiellman. Christoffer Laurentiii Kiellman (död 1762) var ryttmästare vid Smålands kavalleriregemente. Hans son Johan Carl Kiellman (1722–1800) fick efter tjänst som ryttmästare i den österrikiska armén 1781 adlig värdighet av den tysk-romerske kejsaren Josef II med namnet von Löwenadler. Adelskapet godkändes 1783 av Gustav III men han tog aldrig introduktion på riddarhuset. I svenska handlingar gick Kiellman  dock under sitt gamla namn också efter adlandet. Det var först hans söner, som började kalla sig Löwenadler, det vill säga utan adelsprefix. Det är under detta namn, som släkten är känd.
I maj 2016 uppgavs att 96 personer med efternamnet Löwenadler var bosatta i Sverige.

## Personer med efternamnet Löwenadler
- Fredrik Löwenadler (1854–1915), affärsman
- Fredrik Löwenadler (1895–1967), simmare
- Gerda Löwenadler (1914–2005), inredningsarkitekt
- Gordon Löwenadler (1925–2013), skådespelare och pressinformatör
- Holger Löwenadler (1904–1977), skådespelare
- Jan Eric Löwenadler (1946–2010), konsthandlare och konstsamlare
- Karin Löwenadler  (1914–1998), skulptör
- Kjell Löwenadler (1905–1993), konstnär
- Elin Löwenadler (2008-), ishockeyspelare